# Cahier de l’Echiquier français
Cahier de l’Echiquier français – francuskie czasopismo szachowe założone w 1925 roku przez G Legraina. W 1929 roku zostało wznowione przez François le Lionnaisa. Ukazywało się do 1935 roku. Zajmowało się grą praktyczną, teorią, historią, a także powiązaniami szachów z literaturą, kulturą, i sztuką.